# Freeciv
Freeciv es un videojuego de estrategia por turnos inspirado en el juego Civilization. Es software libre gratuito, disponible en virtud de la GNU GPL. Está incluido en numerosas distribuciones Linux. También está disponible para Microsoft Windows, MacOS y Android. 

## Descripción
La partida comienza en el año 4000 a. C. Cada jugador es el líder de una tribu nómada que se deberá asentar y comenzar a fundar ciudades, investigando tecnologías, desarrollando infraestructuras o maravillas, entablar relaciones diplomáticas y formar ejércitos.
El juego finaliza cuando:
- sobrevive una única civilización, al eliminar las demás,
- se consigue enviar una nave para colonizar un planeta en el espacio exterior,
- o cuando se alcanza el límite de turnos, en el que finalmente ganará el jugador mejor puntuado, de lo que depende el tamaño del estado, la salud de los ciudadanos, la cultura y los avances científicos conseguidos.

## Diseño

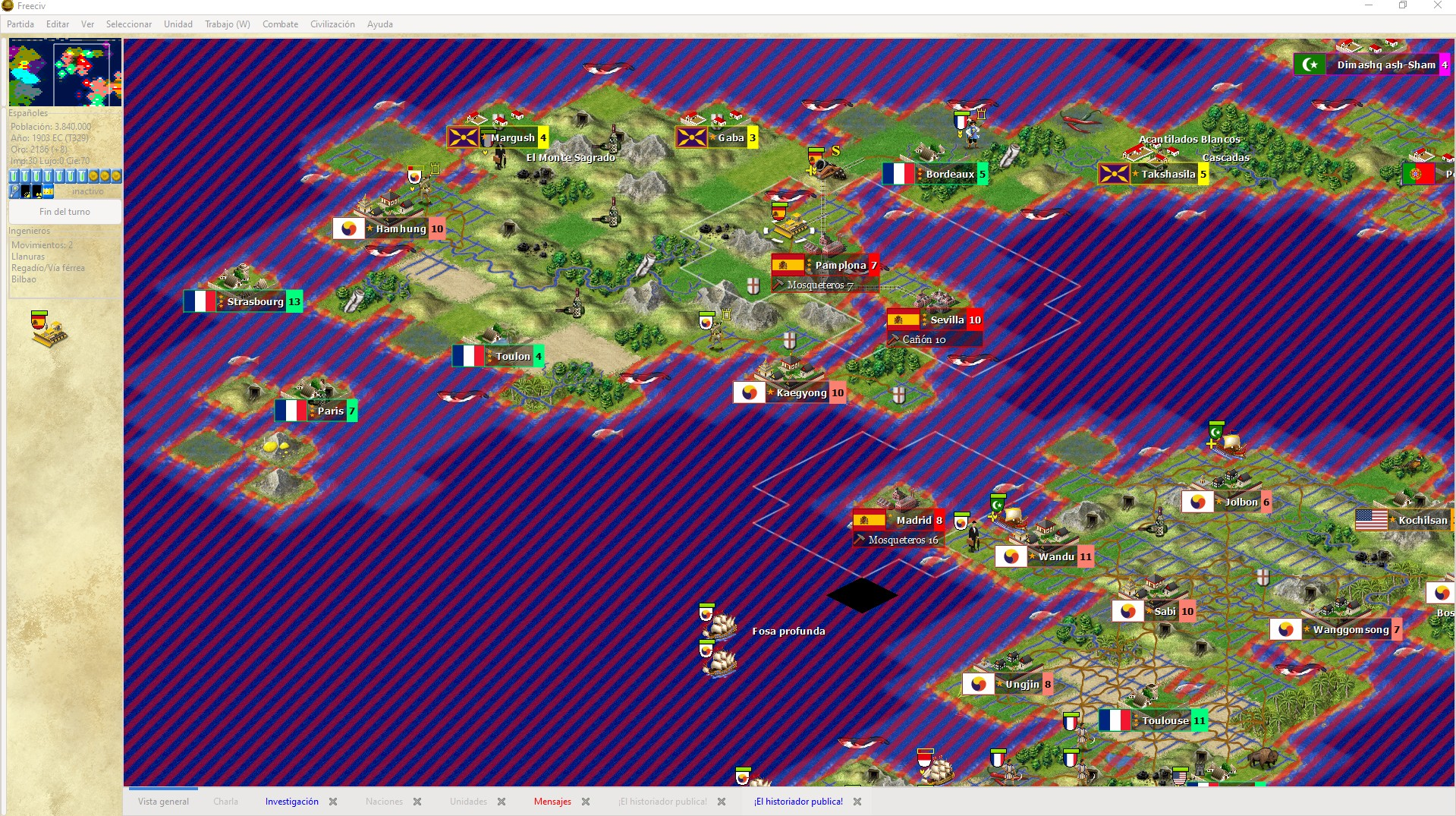
Captura de la versión 3.0.0 estable.

Es muy personalizable, ya que se puede jugar utilizando diferentes reglas. De entre los diferentes conjuntos de reglas destacan, por una parte, los modos basados en aquellos presentes en la saga de juegos Civilization y, por la otra, el modo Freeciv, basado en un conjunto de reglas populares. 
Los gráficos y sonidos se pueden reemplazar por completo y jugar así en modo de casillas hexagonales, vista isométrica o bidimensional. 
Desde su origen, se puede jugar tanto en modo de un solo jugador, como multijugador usando Internet o una red de área local.Utiliza el protocolo TCP/IP para este último. Para ello, los jugadores se conectan a un servidor que puede ejecutarse localmente o remotamente. La versión 2 permite también jugar directamente contra la inteligencia artificial interpretada por el ordenador.
Uno o varios jugadores pueden actuar como administradores y configurar las normas. Habitualmente estas son:
- Número de jugadores necesarios para que el juego empiece.
- Velocidad en el desarrollo tecnológico.
- Decidir qué jugadores pueden ser controlados por la computadora.
- Gestionar la aparición de los bárbaros.
- Cuántas ciudades pueden construirse.
- Cuántos continentes e islas puede tener el mapa generado al azar.

Freeciv tiene además, desde la versión 2.2.0, un editor de mapas y escenarios llamado Civworld, disponible también gratuitamente para su descarga. Con él se pueden crear escenarios nuevos así como editar el mapa que se está jugando actualmente.

## Características

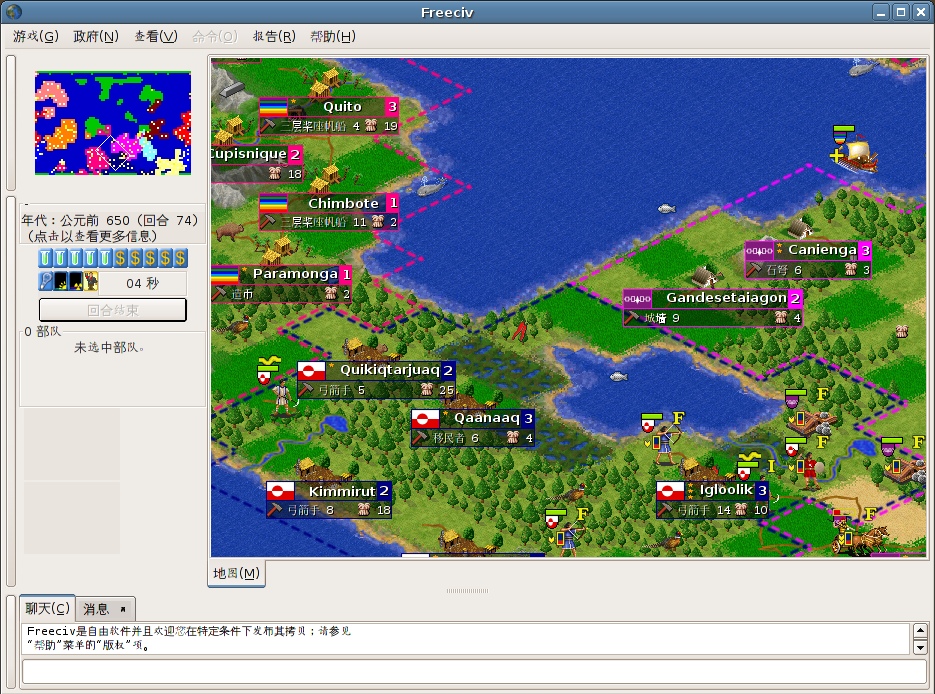
Imagen relevante del juego.

El sistema gráfico es muy configurable. Se puede observar la acción desde diferentes puntos de vista, y ésta se puede configurar para visualizar u ocultar diferentes elementos. Los sonidos también pueden ser modificados.
Freeciv soporta modos multijugador, tanto PvP como utilizando personajes controlados por inteligencia artificial. A pesar de que el juego está basado en turnos, los jugadores se pueden mover de manera simultánea. Los personajes controlados por la inteligencia artificial se mueven de forma separada; una parte al inicio del turno y la otra parte al final del mismo.
Hay varios clientes disponibles: SDL, GTK+ (version3) y Xaw3D. En la versión 2.5.0 se agregó un cliente Qt.
La interfaz de Freeciv está disponible en más de 30 idiomas diferentes.